# Kapelle Hl. Michael (Farnach)

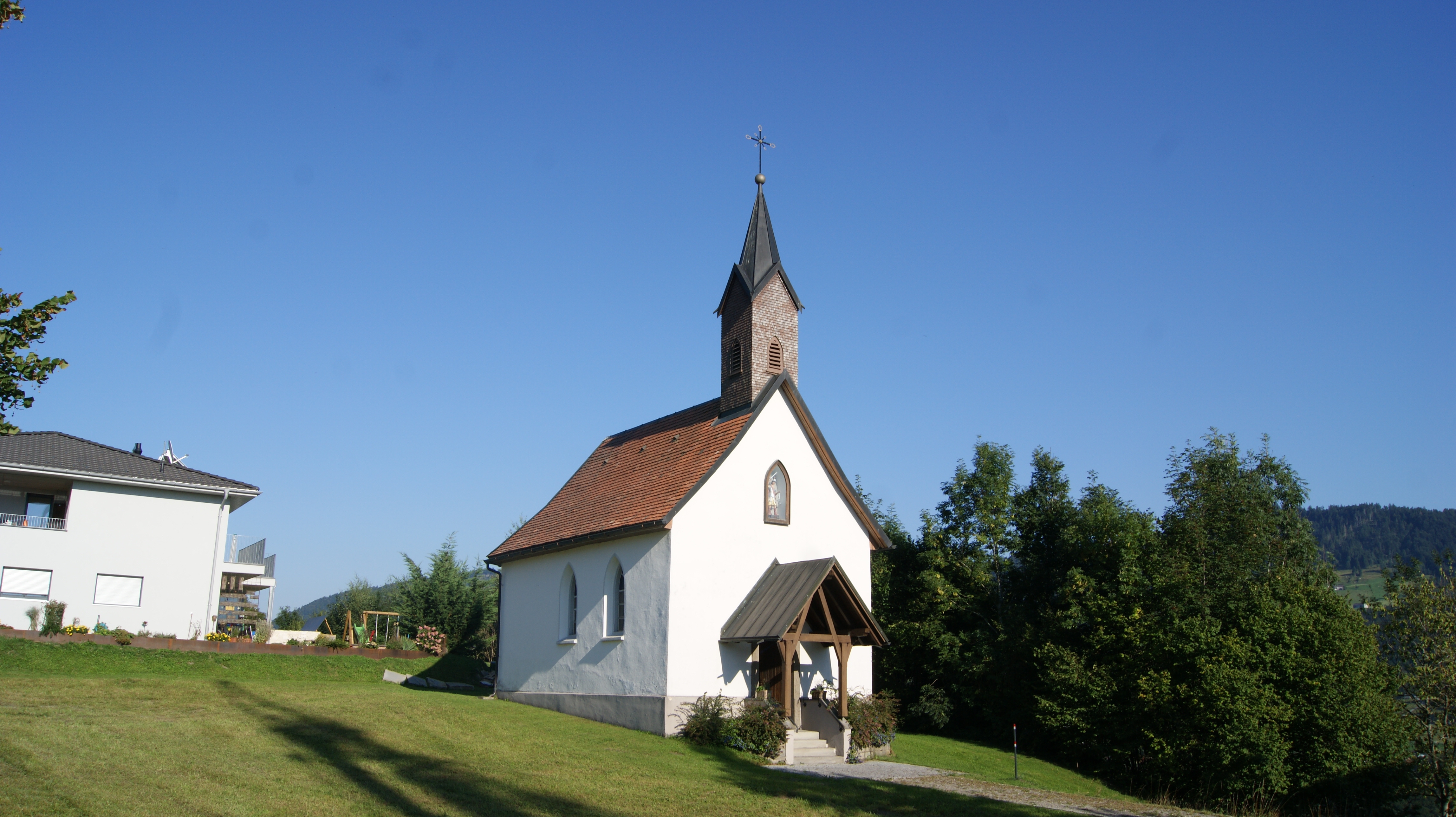
Kapelle Heiliger Michael in Farnach (Bildstein).

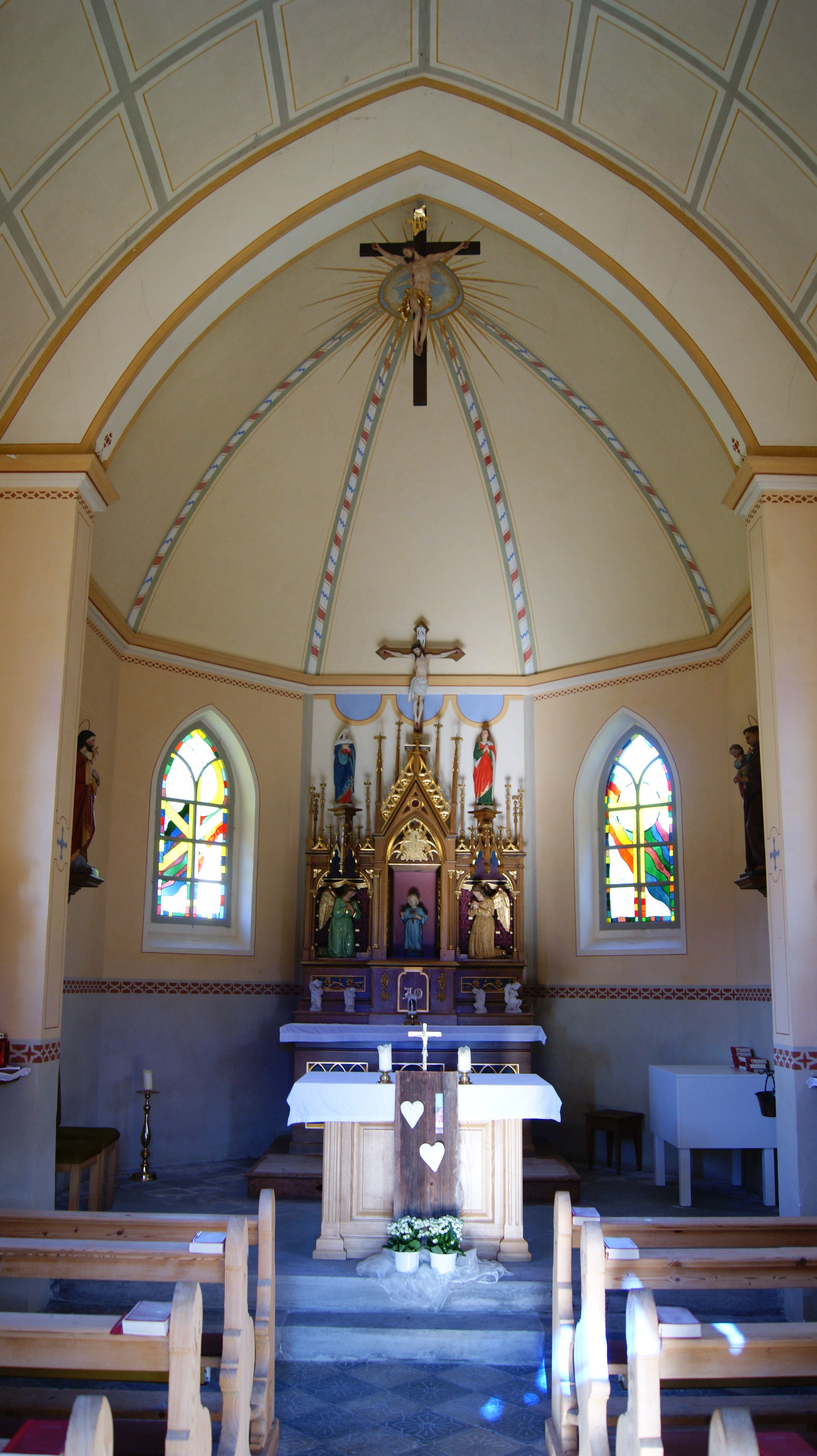
Innenansicht der Kapelle - Altar.

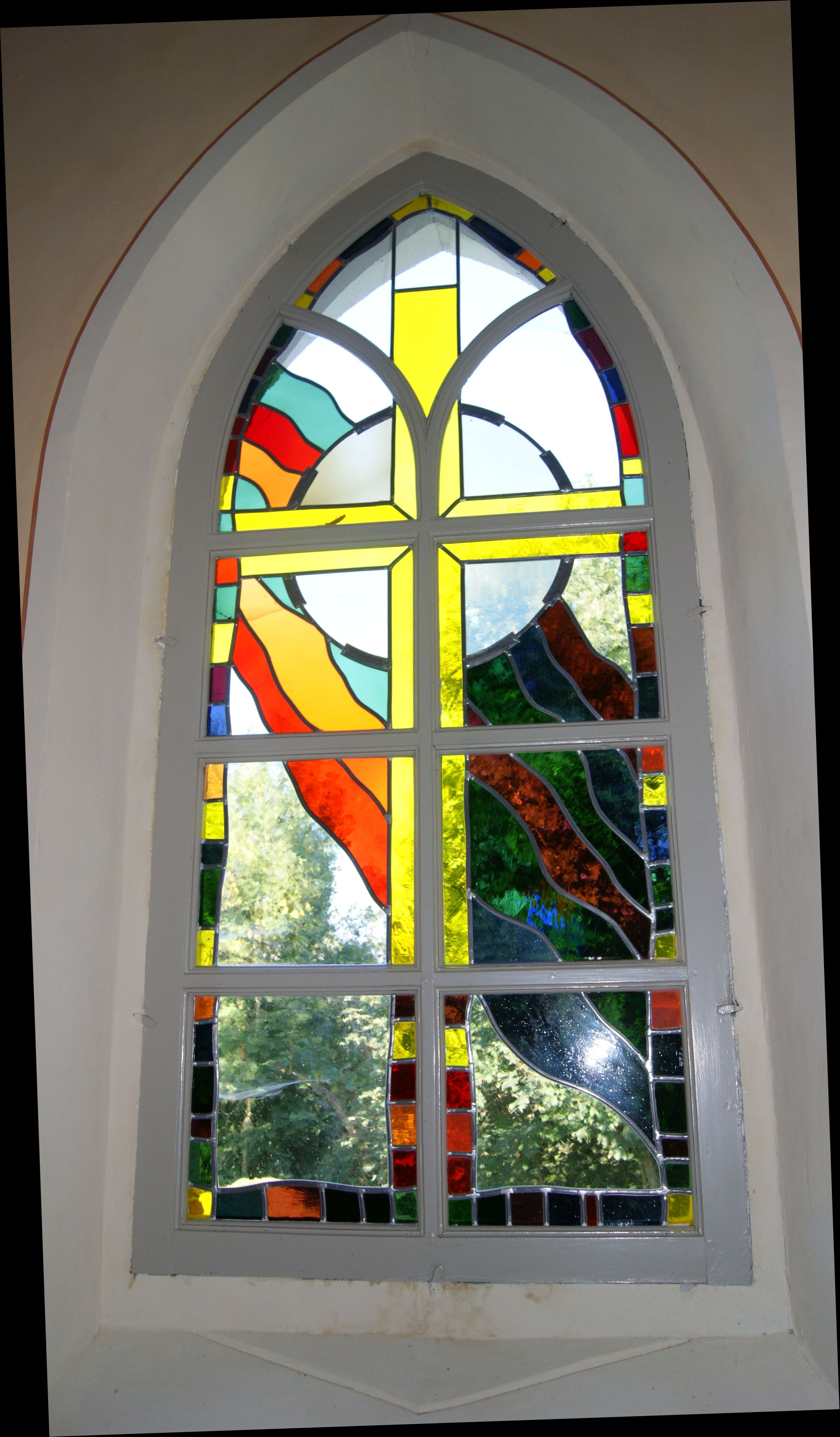
Glasfenster im Altarraum.

Diese römisch-katholische Kapelle Hl. Michael steht im Ortsteil Farnach der Gemeinde Bildstein im Bezirk Bregenz in Vorarlberg. Sie ist denkmalgeschützt (Listeneintrag) und dem Erzengel Michael geweiht. Sie wird seelsorgerisch von der Wallfahrtskirche Bildstein in Bildstein betreut. Die Kapelle gehört damit zum Dekanat Bregenz in der Diözese Feldkirch. Der Gedenktag ist am 26. September.
Das Bauwerk (747 m ü. A.) wurde 1899 errichtet und ist vom Ortszentrum von Bildstein etwa 2 km Luftlinie entfernt.

## Geschichte
1899 wurde mit dem Bau der Kapelle in Farnach begonnen. Es bestand kein Vorgängerbau. Der Rohbau mit Glocken soll 2400 Gulden gekostet haben. Die Kapelle wurde am 8. Mai 1901 eingeweiht.
Anschaffung von Glocken: 1899, 1920er Jahre, 1949. Die Kapelle wurde 1982 umfassend renoviert.

## Kirchenbau
Die Kapelle steht im Zentrum von Farnach. Es handelt sich um einen Bau mit annähernd rechteckiger Grundform und West-Ost-Ausrichtung. Östlich (Altar) sind die Außenwände abgeschrägt. Die schlichte Türe und der viereckige Glockendachreiter auf dem Satteldach befinden sich westlich. Das Satteldach ist mit Biberschwanzdachziegeln gedeckt und der Glockendachreiter mit Kupferblech eingeschlagen. 
Der Bau selbst besteht aus dem hier regional vorkommenden Sandstein und ist weiß verputzt.
Der Betraum und Altarraum sind voneinander durch einen Chorbogen abgegrenzt, in dessen Scheitelpunkt ein Kruzifix herabhängt. Die Decke im Betraum folgt innen grundsätzlich der Linie des Satteldaches, bildet optisch aber ein Gewölbe nach. In der Fassade befinden sich bunte Glasfenster.
Rechtsseitig (nach Süden) ist eine kleine Sakristei angebaut. Oberhalb des Eingangs der Kapelle befindet sich eine Statue des heiligen Michael in einer Nische. Diese wurde von Erich Winder, Alberschwende, 1982 geschaffen.

## Ausstattung
Die Kirchenbänke sind aus Tannenholz und schlicht gehalten. Die Kapelle hat einen eindrücklichen Hochaltar mit mehreren Statuen.
Vor dem Hochaltar steht ein Volksaltar, der links und rechts stilisierte Säulen aufweist.
Im Glockendachreiter befanden sich ab 1899 zwei Glocken, die von der Glockengießerei Grassmayr aus Innsbruck (Wilten) gegossen wurden. Diese waren dem Heiligen Michael und Heiligen Gabriel gewidmet. Im Zuge des Ersten Weltkriegs mussten diese Glocken zum Umschmelzen in Waffen abgeliefert werden. Die Glocken wurden in den 1920er Jahren ersetzt, mussten aber im Zweiten Weltkrieg wiederum abgeliefert werden. Es wurden erst 1949 wieder neue Glocken aufgezogen.